# Microsciurus flaviventer
Lo scoiattolo nano dell'Amazzonia (Microsciurus flaviventer Gray, 1867) è un piccolo scoiattolo arboricolo originario delle regioni nord-orientali del Sudamerica.

## Tassonomia
Attualmente, gli studiosi riconoscono otto sottospecie di scoiattolo nano del Centroamerica:
- M. f. flaviventer Gray, 1867 (Brasile);
- M. f. napi Thomas, 1900 (Ecuador, bacino superiore del Rio Napo);
- M. f. otinus Thomas, 1901 (Colombia, Dipartimento di Antioquia);
- M. f. peruanus J. A. Allen, 1897 (Perù nord-occidentale);
- M. f. rubrirostris J. A. Allen, 1914 (Perù centrale, Regione di Junín);
- M. f. sabanillae Anthony, 1922 (Ecuador);
- M. f. similis Nelson, 1899 (Colombia, Cordigliera Occidentale e Centrale);
- M. f. simonsi Thomas, 1900 (Ecuador, Provincia di Bolívar).

## Descrizione
Lo scoiattolo nano dell'Amazzonia misura 25-27,3 cm di lunghezza. Di solito la coda è più breve del corpo; è relativamente sottile, più affusolata all'estremità e ricoperta di peli color bianco sporco. La regione dorsale è prevalentemente marrone e finemente brizzolata, ma la sua colorazione varia dal rossastro al verde oliva. Il ventre è ricoperto di folti peli arancioni, che si fanno più brillanti sul petto. Le orecchie sono brevi e non oltrepassano la sommità del capo. La pelliccia dietro le orecchie è giallo pallida, con brevi peli non visibili lungo il margine delle orecchie.

## Distribuzione e habitat
Lo scoiattolo nano dell'Amazzonia vive nel bacino amazzonico, a ovest dei fiumi Rio Negro e Madeira, in Colombia, Ecuador, Perù e Brasile. Si incontra dal livello del mare fino a 2000 m di quota. È una specie propria delle foreste pluviali tropicali.

## Biologia
Lo scoiattolo nano dell'Amazzonia è prevalentemente diurno. Sebbene sia solitamente solitario, durante la stagione riproduttiva si riunisce in coppia. Costruisce nidi costituiti da una palla di foglie finemente imbottita di fibre vegetali.
Si nutre principalmente degli artropodi che riesce a trovare sui tronchi, ma anche di frutti e noci di palma.
Le abitudini riproduttive di questa specie non sono note, ma una specie simile, lo scoiattolo nano del Centroamerica (Microsciurus alfari), dà alla luce i piccoli tra la fine di aprile e giugno, e lo stesso potrebbe valere anche per M. flaviventer. All'interno di una femmina catturata furono trovati due embrioni. Come negli altri scoiattoli, l'allevamento dei piccoli è compito esclusivo della madre.

## Conservazione
La principale minaccia per la sopravvivenza di M. flaviventer è la deforestazione, ma le notizie inerenti a questa specie sono così poche che la IUCN la inserisce tra quelle a status indeterminato.